# USS Scout (AM-296)
USS Scout (AM-296) trałowiec typu Admirable służący w United States Navy w czasie II wojny światowej. Służył na Pacyfiku.
Stępkę okrętu położono 8 lutego 1943 w stoczni Winslow Marine Railway and Shipbuilding Co. w Seattle (Washington). Zwodowano go 2 maja 1943, matką chrzestną była Mary Lou Lillehei. Jednostka weszła do służby 3 marca 1944, pierwszym dowódcą został Lt. E. G. Anderson, Jr.
Brał udział w działaniach II wojny światowej i wojny koreańskiej. Przekazany Meksykowi w 1962, służył jako DM-09.

## Odznaczenia
"Scout" otrzymał 5 battle star za służbę w czasie II wojny światowej.